# 野平未來
野平 未來（のひら みく、1991年12月16日 ‐ ）は、キリンプロ大阪オフィスに所属していた日本の女優、元子役。

## 出演

### テレビ番組
- ヤムヤム！こどもごはん（毎日放送、2003年） - 声のみの出演

### 舞台
- あの晩、星が教えてくれた 大阪公演D公演[1]（門真市民文化会館ルミエールホール[1]、2004年） - 林まどか 役
- ソラリスの謎（2005年） - NAO 役
- 明日への扉〜夢にむかって〜（門真市民文化会館ルミエールホール 小ホール[2]、2006年） - 坂田美帆 役

### CM
- ユニバーサル・スタジオ・ジャパン

### テレビドラマ
- 24のひとみ（TBS）